# Місячне море

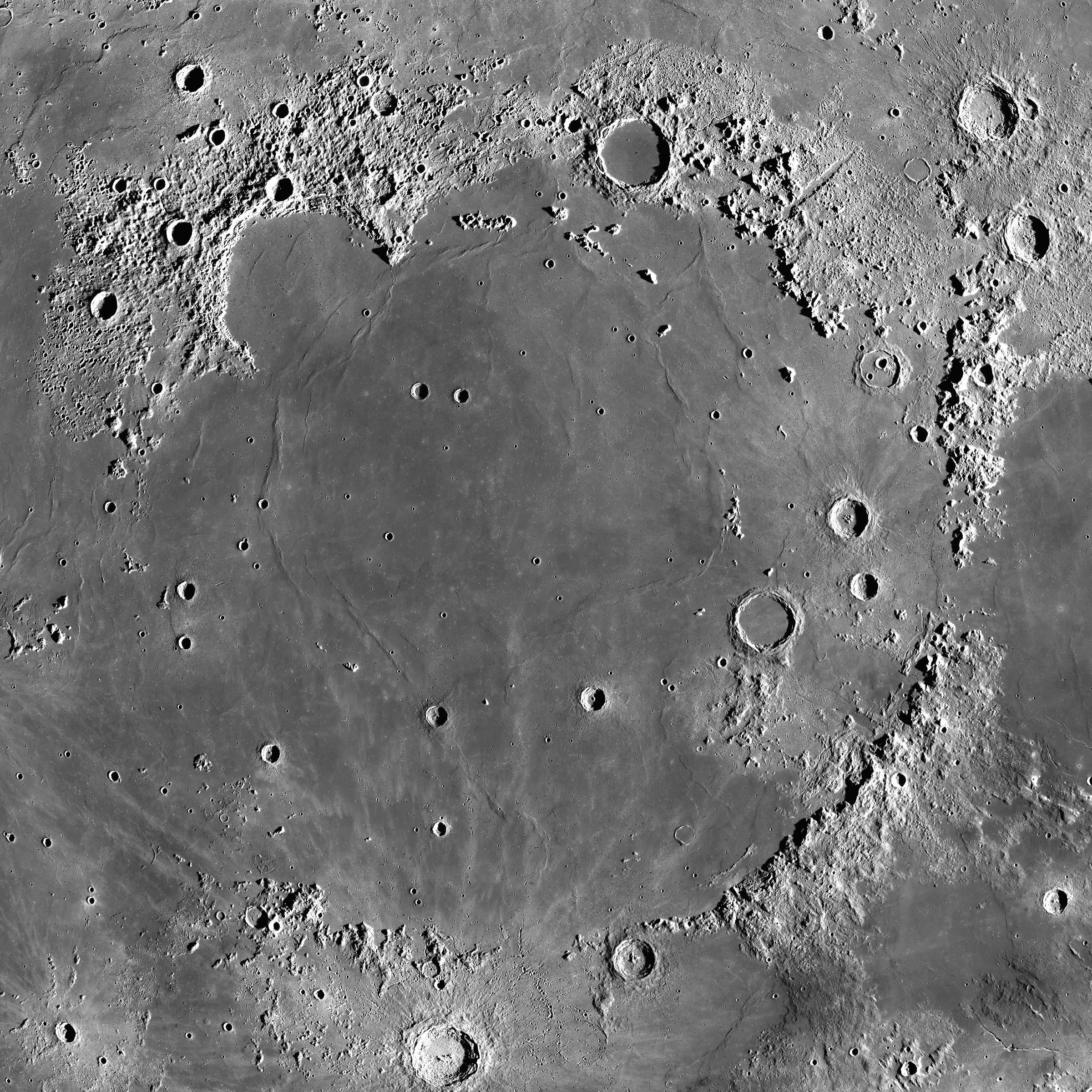
Море Дощів

Місячне море — рівнина на Місяці, вкрита темною застиглою лавою.

## Загальний опис

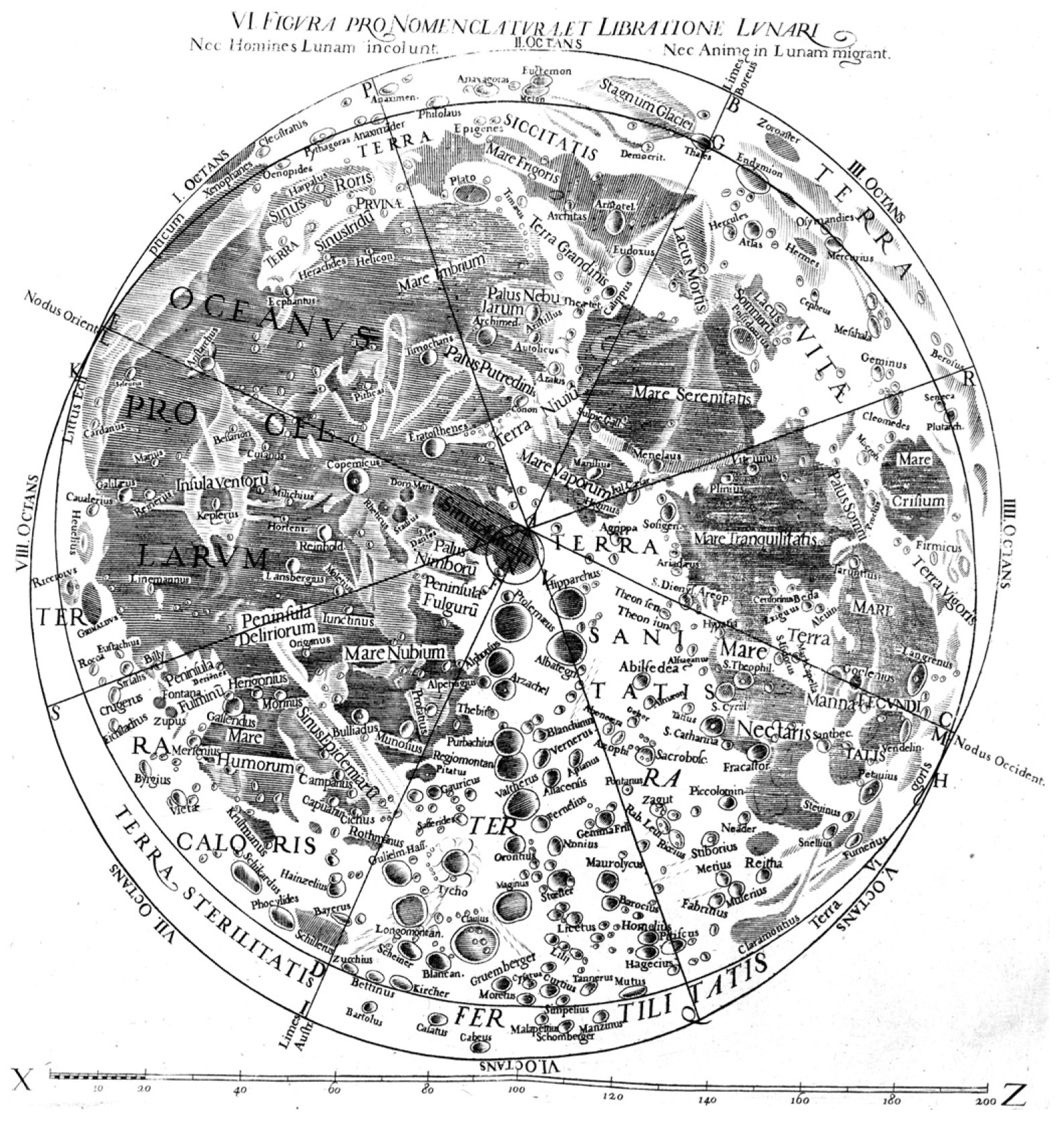
Карта Річчолі та Грімальді (1651), на якій вперше з'явилося багато сучасних назв місячних морів

Вперше сучасні назви місячних морів з'явилися на карті Місяця, складеній 1651 року італійським астрономом Джованні Річчолі й італійським фізиком Франческо Грімальді. Води, як з'ясувалося пізніше, в них не було, але термін «море» і наведені на карті назви морів збереглися донині. Сучасний список місячних морів затвердив Міжнародний астрономічний союз.
Моря є найбільшими деталями місячного рельєфу. Це низовини (наприклад, Море Дощів розташоване на 1-3 км нижче середнього рівня поверхні Місяця) з рівним вкритим лавою дном, на якому трапляються складки та невеликі гори. Застигла лава більш темна, ніж решта поверхні Місяця, і саме цим пояснюється сірувато-коричневий відтінок, характерний для місячних морів. Моря покриті вулканічними породами, в основному базальтами. Обриси більшості місячних морів округлі, оскільки вони утворилися у величезних кратерах (імпактних басейнах). Більшість з них утворилася в пізньоімбрійській епосі, в основному 3,8-3,6 млрд років тому. Найбільше місячне море — Океаном Бур розміром 2000 км.
Моря (разом із озерами, затоками тощо, а також із безіменними «морськими» ділянками) вкривають 17 % поверхні Місяця. Однак через невелику товщину вони складають <1 % об'єму місячної кори. Їх сумарна площа — 6,3 млн км2, а об'єм оцінюють у 10 млн км3.
На дні кратера Грімальді на краю Океану Бур наземними методами досліджень виявлені ільменіти — породи, що містять кисень. У морях мало кратерів. Крайовим зонам морів, які нагадують затоки, а також темним западин у вигляді озер, були дані відповідні їх увазі назви. Навколо багатьох морів розташовані кільцеподібні гірські хребти. Море Дощів оточують Альпи, Кавказ, Апенніни, Карпати, Юра. Море Нектару — гори Алтай і Піренеї. Море Східне оточене Кордильєрами і горами Рука. У морях іноді зустрічаються урвища — скиди; найвідоміше урвище — Пряма Стіна знаходиться в Морі Хмар.
На зворотному боці Місяця морів небагато і вони невеликого розміру. Є припущення, що морські формації на Місяці сформувалися в результаті лише декількох зіткнень. Утворилися в результаті ударів кратери заповнилися лавою і породили маскони. Лавові породи важче материкових, що могло викликати асиметрію у розподілі місячної маси, внаслідок чого тяжіння Землі назавжди закріпило «морську» півкулю Місяця в напрямку нашої планети. Зворотному боку Місяця властиві таласоїди — величезні кратери, що не містять лави. Море Східне, Море Москви та інші мають два кільцевих вали — зовнішній і внутрішній, зі співвідношенням діаметрів 2/1. Іноді внутрішні кільця сильно зруйновані.

## Деякі факти про місячні моря
- Море Пізнане отримало свою назву після того, як в 1964 р. тут опустився американський зонд «Рейнджер-7».
- Море Спокою знамените тим, що саме тут людина вперше ступила на місячну поверхню 20 липня 1969 р. Це був американський астронавт Нейл Армстронг.
- В Морі Достатку радянський зонд «Луна-16» (1970) взяв пробу місячного ґрунту і доставив її на Землю.
- На південь від Затоки Райдуги проводив дослідження перший планетохід «Луноход-1» (1970 - 1971).
- На кордоні Моря Ясності проводив дослідження планетохід «Луноход-2»

## Назви морів, заток, озер і боліт на видимій стороні Місяця

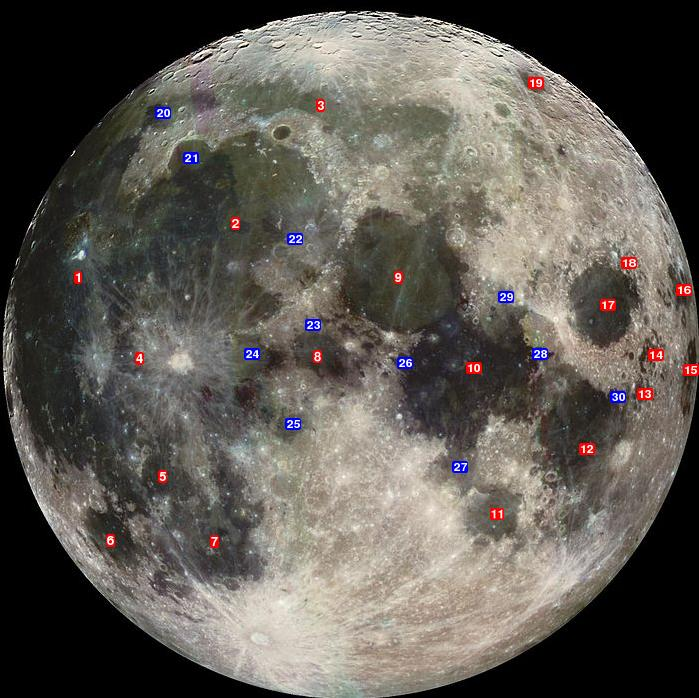
Моря і затоки на Місяці.

Українська назва — латинська назва
- Океан Бур — Oceanus Procellarum (1)

### Моря
- Море Вологості — Mare Humorum (6)
- Море Східне — Mare Orientale
- Море Хвиль — Mare Undarum (14)
- Море Гумбольдта — Mare Humboldtianum (19)
- Море Дощів — Mare Imbrium (2)
- Море Змії — Mare Anguis (18)
- Море Достатку — Mare Fecunditatis (12)
- Море Крайове — Mare Marginis (16)
- Море Криз — Mare Crisium (17)
- Море Нектару — Mare Nectaris (11)
- Море Хмар — Mare Nubium (7)
- Море Островів — Mare Insularum' (4)
- Море Пари — Mare Vaporum (8)
- Море Піни — Mare Spumans (13)
- Море Пізнане — Mare Cognitum (5)
- Море Сміта — Mare Smythii (15)
- Море Спокою — Mare Tranquillitatis (10)
- Море Холоду — Mare Frigoris (3)
- Море Південне — Mare Australe
- Море Ясності — Mare Serenitatis (9)

### Затоки
- Затока Вірності — Sinus Fidei (23)
- Затока Спеки — Sinus Aestum (24)
- Затока Місячника — Sinus Lunicus (22)
- Затока Любові — Sinus Amoris (29)
- Затока Веселки — Sinus Iridum (21)
- Затока Роси — Sinus Roris (20)
- Затока Слави — Sinus Honoris (26)
- Затока Згоди — Sinus Concordiae (28)
- Затока Суворості — Sinus Asperitatis (27)
- Затока Успіху — Sinus Successus (30)
- Затока Центральна — Sinus Medii (25)

### Озера
- Озеро Благоговіння — Lacus Timoris
- Озеро Весни — Lacus Veris
- Озеро Вічності — Lacus Temporis
- Озеро Зими — Lacus Hiemalis
- Озеро Справедливості — Lacus Bonitatis
- Озеро Літа — Lacus Aestatis
- Озеро Надії — Lacus Spei
- Озеро Наполегливості — Lacus Perseverantiae
- Озеро Ніжності — Lacus Lenitatis
- Озеро Ненависті — Lacus Odii
- Озеро Осені — Lacus Autumni
- Озеро Смутку — Lacus Doloris
- Озеро Переваги — Lacus Excellentiae
- Озеро Радості — Lacus Gaudii
- Озеро Смерті — Lacus Mortis
- Озеро Сновидінь — Lacus Somniorum
- Озеро Щастя — Lacus Felicitatis

### Болота
- Болото Гниття — Palus Putredinis
- Болото Сну — Palus Somni
- Болото Епідемій — Palus Epidemiarum

## Назви морів і озер на зворотному боці Місяця
Українська назва — латинська назва.
- Море Мрії — Mare Ingenii
- Море Москви — Mare Moscoviense

- Озеро Забуття — Lacus Oblivionis
- Озеро Самотності — Lacus Solitudinis
- Озеро Задоволення — Lacus Luxuriae

## Назви виключених морів і боліт
Українська назва — латинська назва.
- Море Бажання — Mare Desiderii
- Море Мале — Mare Parvum
- Море Негоди — Mare Hiemis
- Море Непізнане — Mare Incognito
- Море Нове — Mare Novum
- Море Струве — Mare Struve

- Болото Туманів — Palus Nebularum

- Затока Гей-Люссака — Sinus Gay-Lussac
- Затока Пьєтросул — Sinus Pietrosul